# Янович, Алексей Александрович
Алексе́й Алекса́ндрович Яно́вич (род. 18 декабря 1939, д. Зачепичи) — белорусский хозяйственный и государственный деятель, бывший председатель Могилёвского облисполкома.

## Биография
После окончания Гродненского сельскохозяйственного института шесть год работал в Гродненским областным управлении сельским хозяйством, потом перешёл в Гродненский областной комитет КПБ.
Был назначен первым секретарём Кореличского райкома КПБ Гродненской области, заместителем председателе Гродненского облисполкома.
В 1985—1987 гадах был председателем Могилёвского облисполкома, после его перевели в Москву, работал заведующим отдела, первым заместителем начальника Секретариата Верховного Совета СССР, заместителем постоянного представителя Республики Беларусь в Российской Федерации, начальником Управления агропромышленного комплекса аппарата Совета Министров Республики Беларусь.
Делегат XXVII съезда КПСС.
Депутат Палаты представителей Национального собрания Республики Беларусь, член Комиссии по аграрным вопросам.